# 토치우드의 에피소드 목록
SF 텔레비전 드라마 시리즈 토치우드의 방영 목록이다.

## 전체 시즌
| 시즌 | 횟수 | 방영 날짜                                                           | 방영 날짜                                                           |
| 시즌 | 횟수 | 시작일                                                              | 종영일                                                              |
| ---- | ---- | ------------------------------------------------------------------- | ------------------------------------------------------------------- |
| 1    | 13   | 2006년 10월 22일                                                    | 2007년 1월 1일                                                      |
| 2    | 13   | 2008년 1월 16일                                                     | 2008년 4월 4일                                                      |
| 3    | 5    | 2009년 7월 6일                                                      | 2009년 7월 10일                                                     |
| 4    | 10   | 2011년 7월 8일 (미국) 2011년 7월 14일 (영국) 2011년 10월 2일 (한국) | 2011년 9월 9일 (미국) 2011년 9월 15일 (영국) 2011년 12월 4일 (한국) |

## TV 시리즈

### 시즌 1 (2006년 10월 ~ 2007년 1월)
토치우드 시즌 1 처음 두 에피소드는 2006년 10월 22일 BBC Three와 BBC HD에서 일요일 오후 10시에 첫 방송됐다.
| 번호 | 제목                      | 제작 코드 | 각본                | 연출            | 방송 날짜        | 시청자 수 (백만) |
| ---- | ------------------------- | --------- | ------------------- | --------------- | ---------------- | ---------------- |
| 01   | "Everything Changes"      | 1.1       | 러셀 T 데이비스     | 브라이언 켈리   | 2006년 10월 22일 | 2.51             |
| 02   | "Day One"                 | 1.2       | 크리스 치브널       | 브라이언 켈리   | 2006년 10월 22일 | 2.49             |
| 03   | "Ghost Machine"           | 1.3       | 헬렌 레이너         | 콜린 티그       | 2006년 10월 29일 | 1.76             |
| 04   | "Cyberwoman"              | 1.4       | 크리스 치브날       | 제임스 스트롱   | 2006년 11월 5일  | 1.39             |
| 05   | "Small Worlds"            | 1.5       | 피터 J. 해먼드      | 앨리스 트로우튼 | 2006년 11월 12일 | 1.26             |
| 06   | "Countrycide"             | 1.6       | 크리스 치브날       | 앤디 고더드     | 2006년 11월 19일 | 1.21             |
| 07   | "Greeks Bearing Gifts"    | 1.7       | 토비 위트하우스     | 콜린 티그       | 2006년 11월 26일 | 1.30             |
| 08   | "They Keep Killing Suzie" | 1.8       | 폴 토말린·댄 맥쿨록 | 제임스 스트롱   | 2006년 12월 3일  | 1.12             |
| 09   | "Random Shoes"            | 1.9       | 자퀘타 메이         | 제임스 어스킨   | 2006년 12월 10일 | 1.08             |
| 10   | "Out of Time"             | 1.10      | 캐서린 트레제나     | 앨리스 트로우튼 | 2006년 12월 17일 | 1.03             |
| 11   | "Combat"                  | 1.11      | 노엘 클라크         | 앤디 고더드     | 2006년 12월 24일 | 0.82             |
| 12   | "Captain Jack Harkness"   | 1.12      | 캐서린 트레제나     | 애슐리 웨이     | 2007년 1월 1일   | 1.23             |
| 13   | "End of Days"             | 1.13      | 크리스 치브날       | 애슐리 웨이     | 2007년 1월 1일   | 1.23             |

### 시즌 2 (2008년 1월 ~ 2008년 4월)
토치우드 시즌 2는 2007년 4월부터 11월까지 촬영하고 2008년 1월 16일부터 방영을 시작했다.
시청자의 요구로 인해, 어린 팬층이 분기점 이전에 본 에피소드가 방영된 다음 날 이른 아침 시간에 편집된 버전으로 볼 수 있게 하였다. 처음 다섯 에피소드는 원래대로 BBC Two와 BBC HD에서 방영했다. 에피소드 "Reset"과 "Fragments"는 BBC Three에서 첫 방영됐으며, 일주일 후에 BBC Two와 BBC HD에서 방영됐다. 마지막 에피소드 "Exit Wounds"는 BBC Two와 BBC HD에서만 방영되었으며, BBC Three에서 먼저 방영되지 않았다.
시즌 2에는 많은 게스트 스타들이 등장했는데, 닥터 후에 마사 존스 역으로 등장했던 프리마 아기에먼은 총 세 에피소드("Reset"부터 "A Day in the Death"까지)에 출연했고 미국 배우 제임스 마스터스가 악당 캡틴 존 하트로 등장한다. 그 외에 로스트, 어글리 베티등에 출연했던 앨런 데일이 에피소드 "Reset"에서 에런 코플리 역으로 등장하며 영국 배우 리처드 브라이어스, 니키 아무카버드, 브라이언 딕, 너리스 휴스, 그리고 루스 존스가 출연했다.
| 번호 | 제목                   | 제작 코드 | 각본            | 연출             | 방송 날짜       | 시청자 수 (백만) |
| ---- | ---------------------- | --------- | --------------- | ---------------- | --------------- | ---------------- |
| 14   | "Kiss Kiss, Bang Bang" | 2.1       | 크리스 치브날   | 애슐리 웨이      | 2008년 1월 16일 | 4.22             |
| 15   | "Sleeper"              | 2.2       | 제임스 모란     | 콜린 티그        | 2008년 1월 23일 | 3.78             |
| 16   | "To the Last Man"      | 2.3       | 헬렌 레이너     | 앤디 고다드      | 2008년 1월 30일 | 3.51             |
| 17   | "Meat"                 | 2.4       | 캐서린 트레제나 | 콜린 티그        | 2008년 2월 6일  | 3.28             |
| 18   | "Adam"                 | 2.5       | 캐서린 트레제나 | 앤디 고다드      | 2008년 2월 13일 | 3.79             |
| 19   | "Reset"                | 2.6       | J.C. 윌셔       | 애슐리 웨이      | 2008년 2월 13일 | 0.85 / 3.22      |
| 20   | "Dead Man Walking"     | 2.7       | 맷 존스         | 앤디 고다드      | 2008년 2월 20일 | 1.00 / 3.31      |
| 21   | "A Day in the Death"   | 2.8       | 조셉 리드스터   | 앤디 고다드      | 2008년 2월 27일 | 1.18 / 3.08      |
| 22   | "Something Borrowed"   | 2.9       | 필 포드         | 애슐리 웨이      | 2008년 3월 5일  | 0.98 / 2.76      |
| 23   | "From Out of the Rain" | 2.10      | 피터 J. 해몬드  | 조나단 폭스 배셋 | 2008년 3월 12일 | 0.95 / 2.90      |
| 24   | "Adrift"               | 2.11      | 크리스 치브날   | 마크 에버레스트  | 2008년 3월 19일 | 0.97 / 2.52      |
| 25   | "Fragments"            | 2.12      | 크리스 치브날   | 조나단 폭스 배셋 | 2008년 3월 21일 | 0.72 / 2.98      |
| 26   | "Exit Wounds"          | 2.13      | 크리스 치브날   | 애슐리 웨이      | 2008년 4월 4일  | 3.13             |

### 시즌 3: 지구의 아이들 (2009년)
시즌 3는 5개의 에피소드로 이루어졌으며 BBC One 외 여러 방송국에서 일주일에 한 편씩 방영되었는데 도표에 나온 방영 시기는 BBC 기준 방영 날짜이다.
| 번호    | 제목                  | 제작 코드 | 각본            | 연출      | 방송 날짜       | 시청자 수 (백만) |
| ------- | --------------------- | --------- | --------------- | --------- | --------------- | ---------------- |
| 27 ~ 31 | Children of Earth 1부 | 3.1       | 러셀 T 데이비스 | 유로스 린 | 2009년 7월 6일  | 6.472 (6.601)    |
| 27 ~ 31 | Children of Earth 2부 | 3.2       | 존 패이         | 유로스 린 | 2009년 7월 7일  | 6.136 (6.248)    |
| 27 ~ 31 | Children of Earth 3부 | 3.3       | 제임스 모란     | 유로스 린 | 2009년 7월 8일  | 6.397 (6.557)    |
| 27 ~ 31 | Children of Earth 4부 | 3.4       | 러셀 T 데이비스 | 유로스 린 | 2009년 7월 9일  | 6.756 (6.883)    |
| 27 ~ 31 | Children of Earth 5부 | 3.5       | 러셀 T 데이비스 | 유로스 린 | 2009년 7월 10일 | 6.581 (6.732)    |

### 시즌 4: 미라클 데이 (2011년)
'미라클 데이'는 총 10개의 에피소드로 이루어져 있으며 BBC America와 미국 starz가 공동제작하였다.
| 번호 | 제목                     | 제작 코드 | 각본                                                   | 연출               | 방송 날짜                                                             | 시청자 수 (백만)        |
| ---- | ------------------------ | --------- | ------------------------------------------------------ | ------------------ | --------------------------------------------------------------------- | ----------------------- |
| 32   | "The New World"          | 101       | 러셀 T 데이비스                                        | 바렛 낼러리        | 2011년 7월 8일 (미국) 2011년 7월 14일 (영국) 2011년 10월 2일 (한국)   | 1.51 (미국) 6.59 (영국) |
| 33   | "Rendition"              | 102       | 도리스 에간                                            | 빌리 가이어하트    | 2011년 7월 15일 (미국) 2011년 7월 21일 (영국) 2011년 10월 9일 (한국)  | 0.98 (미국) 5.75 (영국) |
| 34   | "Dead of Night"          | 103       | 제인 에스펜슨                                          | 빌리 가이어하트    | 2011년 7월 22일 (미국) 2011년 7월 28일 (영국) 2011년 10월 16일 (한국) | 1.02 (미국) 5.49 (영국) |
| 35   | "Escape to L.A."         | 104       | 짐 그래이 (스토리) 짐 그래이, 존 샤이반 (각색)         | 빌리 가이어하트    | 2011년 7월 29일 (미국) 2011년 8월 4일 (영국) 2011년 10월 23일 (한국)  | 0.94 (미국) 5.19 (영국) |
| 36   | "The Categories of Life" | 105       | 제인 에스펜슨                                          | 가이 퍼랜드        | 2011년 8월 5일 (미국) 2011년 8월 11일 (영국) 2011년 10월 30일 (한국)  | 1.02 (미국) 5.17 (영국) |
| 37   | "The Middle Men"         | 106       | 존 샤이반                                              | 가이 퍼랜드        | 2011년 8월 12일 (미국) 2011년 8월 18일 (영국) 2011년 11월 6일 (한국)  | 0.88 (미국) 4.60 (영국) |
| 38   | "Immortal Sins"          | 107       | 제인 에스펜슨                                          | 귀네스 호더-패이튼 | 2011년 8월 19일 (미국) 2011년 8월 25일 (영국) 2011년 11월 13일 (한국) | 0.92 (미국) 4.48 (영국) |
| 39   | "End of the Road"        | 108       | 라이언 스콧 (스토리) 제인 에스펜슨, 라이언 스콧 (각색) | 귀네스 호더-패이튼 | 2011년 8월 26일 (미국) 2011년 9월 1일 (영국) 2011년 11월 20일 (한국)  | 1.17 (미국) 4.64 (영국) |
| 40   | "The Gathering"          | 109       | 존 패이                                                | 가이 퍼랜드        | 2011년 9월 2일 (미국) 2011년 9월 8일 (영국) 2011년 11월 27일 (한국)   | 1.05 (미국) 4.63 (영국) |
| 41   | "The Blood Line"         | 110       | 러셀 T 데이비스, 제인 에스펜슨                         | 빌리 가이어하트    | 2011년 9월 9일 (미국) 2011년 9월 15일 (영국) 2011년 12월 4일 (한국)   | 0.95 (미국) 5.13 (영국) |

## 라디오 (2008년~2011년)
BBC 빅뱅 데이의 일부로 거대 하드론 충돌기의 성공적인 가동을 기념하여 BBC Radio 4에서 방송했다. 2009년 시즌 3 방영 후에 3개 에피소드를 방영하였으며 2011년 새로운 시즌 방영을 앞두고 BBC Radio 4에서 Afternoon Play로 3일간 방송되었다.
| 제목                                       | 각본          | 연출        | 방송 날짜       |
| ------------------------------------------ | ------------- | ----------- | --------------- |
| "Lost Souls"                               | 조셉 리드스터 | 케이트 맥올 | 2008년 9월 10일 |
| "Asylum"                                   | 아니타 설리반 | 케이트 맥올 | 2009년 7월 1일  |
| "Golden Age"                               | 제임스 고스   | 케이트 맥올 | 2009년 7월 2일  |
| "The Dead Line"                            | 필 포드       | 케이트 맥올 | 2009년 7월 3일  |
| The Lost Files: "Submission"               | 라이언 스콧   | 케이트 맥올 | 2011년 7월 11일 |
| The Lost Files: "House of the Dead"        | 제임스 고스   | 케이트 맥올 | 2011년 7월 12일 |
| The Lost Files: "The Devil and Miss Carew" | 루퍼트 라이트 | 케이트 맥올 | 2011년 7월 13일 |

## 같이 보기
- 닥터 후의 에피소드 목록 (1963년~1989년)
- 닥터 후의 에피소드 목록 (2005년~현재)
- 클래스 (드라마)